# Sabah (zangeres)

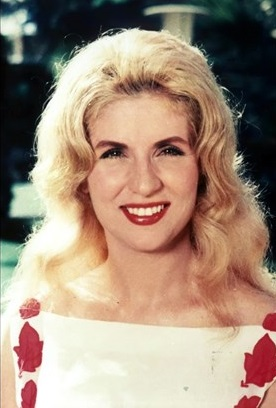

Jeanette Gergis al-Feghali (Bdadoun, 10 november 1927 - Beiroet, 26 november 2014), beter bekend als Sabah, was een Libanees zangeres en actrice.

## Kindertijd in Libanon
Sabah groeide op in een christelijke familie in het bergdorpje Bdadoun in Libanon. Ze zei over deze tijd dat haar vader haar mishandelde en verwaarloosde, vermoedelijk omdat hij liever een zoon had gewild. Tijdens haar jeugd raakte Sabah haar moeder kwijt. Sabah's broer beschuldigde hun moeder van een buitenechtelijke affaire en vermoordde haar.

## Begin loopbaan en doorbraak
In 1940, op 13-jarige leeftijd, bracht Sabah voor het eerst een song uit. Ze kreeg een filmcontract van filmmaker Assia Dagher en verhuisde naar Caïro, in die tijd het Hollywood van de Arabische filmindustrie.
In 1945 speelde ze in haar eerste film (El Qalb Louh Wahid, Het hart heeft zijn redenen). Ze speelde in die film het personage Sabah en koos dat als haar artiestennaam. Sabah is Arabisch voor ochtend of morgenstond. Deze film maakte haar een ster.

## Succes in film, theater en muziek
Sabah werd een ster in Egypte en het Midden-Oosten. Ze bereikte een breed publiek, over etnische en religieuze grenzen heen. Ze kreeg bijnamen als Sabbouha, Shahroura (de zangvogel) en al-Ustura (de legende).
Sabah werkte samen met componisten als Mohammed Abdel Waheb, Farid al-Atrash, Riad Al Sunbati, Wadih El Safi, Elias Rahbani en de Rahbani broers (Assi en Mansour Rahbani).

### Film
Sabah speelde en zong in vele tientallen films, vaak sentimentele rollen in romantische films of detectivefilms. Enkele van haar bekende films zijn Al Aydi al-Naema (1964), Al Ataba al-Khadra (1959) en Al Rajul al-Thani (1960). Ze speelde samen met acteurs als Abdel Halim Hafez. In 2010 won ze een Lifetime Achievement Award op het International Film Festival in Dubai.

### Muziek
Sabah nam duizenden songs op. Ze was gespecialiseerd in het muziekgenre mawwal en in liefdesliedjes als Yana Yana. Enkele van haar bekendste songs zijn Zay el-Assal, Akhadou al-Rih en Yana Yana. Sabah's zang werd omschreven als rijk, expressief en krachtig. Sabah hield zich (anders dan Fairuz) in haar songs grotendeels afzijdig van politiek, en haar muziek was luchtiger en minder ernstig dan die van Umm Kulthum.
Sabah gaf optredens op internationale podia zoals Olympia (Parijs), Carnegie Hall (New York), en Sydney Opera House (bij deze drie als eerste Arabische artiest) en Royal Albert Hall (Londen).

### Theater
In de jaren 1960 verliet ze Caïro voor Beiroet, waar ze een succesvolle carrière opbouwde in het theater. Ze speelde in tientallen toneelstukken.

## Persoonlijk leven en controverse
Sabah trok ook de aandacht met haar levensstijl. Ze onderging meerdere cosmetische ingrepen en verscheen in het openbaar met uitbundige en soms onthullende kleding en zware make-up. Dit bleef ze tot op hoge leeftijd volhouden.
Ze trouwde meermalen (tussen de 7 en 10 keer, niet precies bekend hoe vaak), en had diverse relaties met (veel) jongere mannen. Ook sprak ze vrijuit over mannen, relaties en verlangen. Dit alles maakte haar naast geliefd ook controversieel in de Arabische wereld.

## Overlijden
Sabah overleed in 2014 op 87-jarige leeftijd in Beiroet. Haar precieze doodsoorzaak is niet bekend, wel is bekend dat haar gezondheid al jaren achteruitging. Ze liet twee kinderen na.

## Filmografie
- 1986 Ayyam El Lulu
- 1972 Paris wal Hob
- 1970 Kanet Ayyam
- 1970 Nar El Shoq
- 1969 Easabet El Nesa
- 1968 Thalath Nesaa
- 1966 Mawwal El Aqdam El Zahabiyyah
- 1963 El Aydi el naema
- 1963 El Motamaradah
- 1961 El Hub Keda
- 1961 Goz merti
- 1960 El Ragol El Thani
- 1959 El Ataba El Khadra
- 1958 Shari' El Hobb
- 1958 Sallem Al Habayib
- 1956 Izayy Ansak
- 1956 Wahabtak Hayati
- 1954 Khataf merati
- 1953 Lahn Hobbi
- 1953 Zalamuni El Habayib
- 1951 Khada'ni Abi
- 1950 Ana Satuta
- 1949 Al lailu lana
- 1948 Sabah El kher
- 1947 Albi W Sefi
- 1947 lebnani Fi El gam'ah

## Discografie (selectie)
- 1957 Alhan Bilady
- 1957 Ghanni Maa Sabah
- 1959 Ajmal Aghani Sabah
- 1960 Mawsam El 'Ezz
- 1960 Ain Al Roumane - Musical
- 1963 Share' Al Hob - Soundtrack
- 1964 Ash-Shallal - Musical
- 1964 Fatinat Ajjamahir
- 1966 Dawaleeb Al Hawa - Musical
- 1966 Shams El Shoumous - Musical
- 1967 Sabah
- 1968 Al Al'aa
- 1969 Sabah
- 1970 Al Wahm - Musical
- 1972 Ahlan Wa Sahlan Wa Marhaba
- 1974 Sett El Kol - Musical
- 1974 Helwe Ktir - Musical
- 1974 Oghniyat min Lubnan
- 1976 Sabah in Paris (live)
- 1977 Shahr El 'Asal - Musical
- 1977 Sabah
- 1977 Allah Makom Ya Chabab
- 1977 Wetdallou Bikheir - Musical
- 1979 Live Performances (live)
- 1980 Ghnany 'Al Bal
- 1980 Leyla Beky Feeha Al Amar - Soundtrack
- 1982 Wadi Shamsine
- 1985 Sabah in Hollywood (live)
- 1985 Ayam El Loulou
- 1988 Yalla Naish El Hayat
- 1993 Khatwa Khatwa
- 1996 La Tiaanidni